# La Laguna, Puebla
La Laguna är en ort i Mexiko.   Den ligger i kommunen Tecamachalco och delstaten Puebla, i den sydöstra delen av landet, 160 km öster om huvudstaden Mexico City. La Laguna ligger 1 973 meter över havet och antalet invånare är 1 438.
Terrängen runt La Laguna är kuperad norrut, men söderut är den platt. Runt La Laguna är det ganska tätbefolkat, med 100 invånare per kvadratkilometer. Närmaste större samhälle är Tecamachalco, 9,3 km norr om La Laguna. Trakten runt La Laguna består till största delen av jordbruksmark.